# 王谟 (十六国)
王谟（？—350年），字思贤，十六国时后赵大臣。
王谟因甕鼻言不清畅，容貌尪短，略无威仪。石勒想要任命他为曲阳令，怀疑其能力，问长史张宾。张宾让石勒试用王谟。王谟就任，政教修明。因功出为都部给事守令，后官至侍中。宦官申扁被宠信，权倾朝野。王谟等十余人不随其流。冉闵即位建立冉魏，以王谟为尚书令。冉闵猜忌李农，杀死李农，王谟也被杀害。